# (4092) Tyr
(4092) Tyr (1986 TJ4) – planetoida z pasa głównego asteroid okrążająca Słońce w ciągu 4,28 lat w średniej odległości 2,63 j.a. Odkryta 8 października 1986 roku.